# Arvidsjaurs kommun
Arvidsjaurs kommun är en kommun i Norrbottens län i landskapet Lappland i Sverige. Centralort är Arvidsjaur.
Landskapet utgörs av bruten bergkullsterräng som till 70 procent är klädd med skog. Näringslivet har genomgått stora förändringar och i början av 2020-talet domineras det av skogsbruk och träindustri samt privat och offentlig tjänsteproduktion. 
Sedan 1980-talet har befolkningstrenden varit negativ. Politiken har under alla år dominerats av Socialdemokraterna även om de förlorade egen majoritet 2010. Därefter har partiet styrt i koalition med Vänsterpartiet.

## Administrativ historik
När 1862 års kommunreform genomfördes i Lappland 1874 bildades Arvidsjaurs landskommun i Arvidsjaurs socken. 
Den 25 oktober 1895 inrättades Arvidsjaurs kyrkostads municipalsamhälle. Namnet förkortades den 7 september 1951 till Arvidsjaur. Municipalsamhället upphörde vid utgången av år 1962.
Kommunreformen 1952 påverkade inte indelningarna i området, då varken Västerbottens eller Norrbottens län berördes av reformen. Vid kommunreformen 1971 bildades Arvidsjaurs kommun av Arvidsjaurs landskommun.
Kommunen ingick från bildandet till 28 januari 2002 i Piteå domsaga och ingår sen dess i Luleå domkrets.
Kommunen ingår sedan 2010 i Förvaltningsområdet för samiska, kommunnamnet på umesamiska är Árviesjávrrie gielda.

## Geografi
Arvidsjaurs kommun ligger vid Inlandsbanan mitt i landskapet Lappland, cirka 110 kilometer söder om norra polcirkeln.
Kommunen har gränser mot kommunerna Arjeplog, Jokkmokk, Älvsbyn, Piteå, Skellefteå, Norsjö, Malå och Sorsele. 

### Topografi och hydrografi
Bruten bergkullsterräng bestående av enstaka berg eller bergsgrupper utgör landskapet i kommunen. Topparna når alla omkring 500 till 650 meter över havet. Terrängen har en nordvästlig–sydöstlig orientering. Granit och arvidsjaurporfyr utgör berggrunden. I området finns långsmala sjöar liksom skogs- och myrmarker. Totalt täcks området till 70 procent av skog med långsam tillväxt. Den långsamma tillväxten kan härledas till mager morän och kallt klimat. Genom kommunen går exempelvis vattendragen Pite älv (en av de svenska nationalälvarna), Byskeälven samt Skellefte älv. Älvdalarna saknar bosättning, istället har höjderna lockat till lidbebyggelse i söderlägen. Där är risken för frost lägre och marken bättre lämpad för odling.
Nedan presenteras andelen av den totala ytan 2020 i kommunen jämfört med riket.
|  | Bebyggelse (1,2 %) |

|  | Skog (83,8 %) |

|  | Öppen myrmark (12,7 %) |

|  | Jordbruksmark (0,1 %) |

|  | Övrig mark (2,3 %) |

|  | Bebyggelse (3,1 %) |

|  | Skog (68,0 %) |

|  | Öppen myrmark (7,2 %) |

|  | Jordbruksmark (7,4 %) |

|  | Övrig mark (14,3 %) |

### Naturskydd
År 2022 fanns 60 naturreservat i kommunen. Därtill fanns ekoparker, nyckelbiotoper, Natura 2000 och andra typer av områdesskydd för flora och fauna.
Flera av naturreservaten är bergsområden, så som Lillträskberget, Mattisberget och Myrberget. Andra områden, så som Björkselberget inkluderar urskog. I naturreservatet Björkselberget finns exempelvis tallar som är omkring 600 år gamla.

### Administrativ indelning
För befolkningsrapportering består kommunen av ett enda område, före 2016 Arvidsjaurs församling och från 1 januari 2016 av distriktet Arvidsjaur

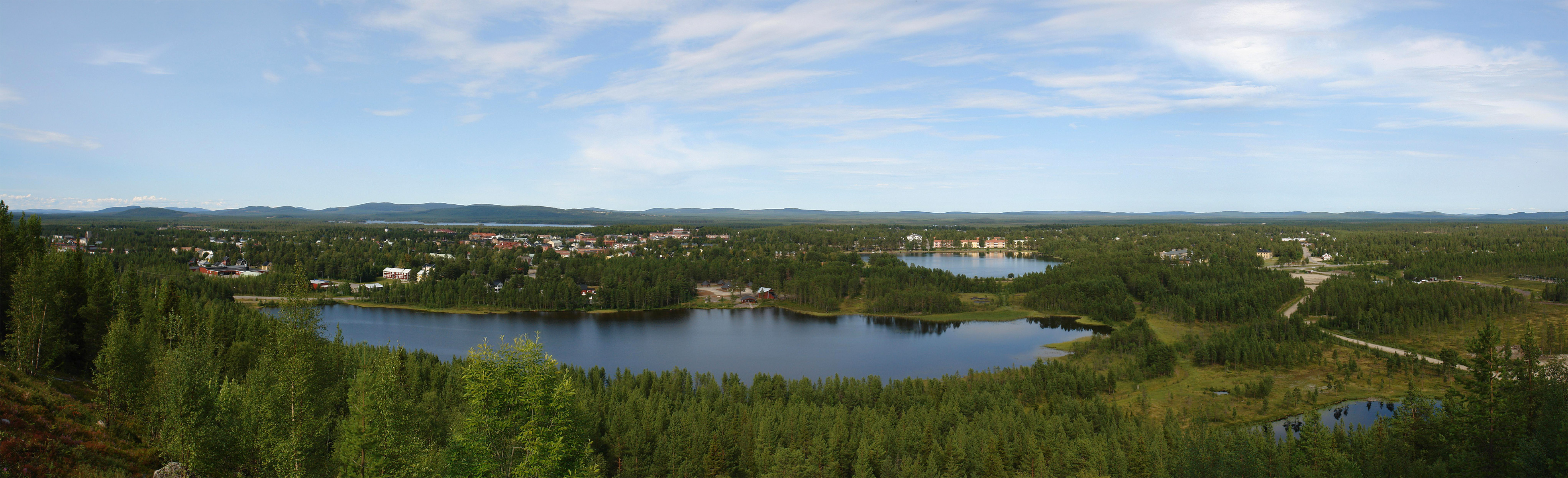
Panorama över Arvidsjaur.

### Tätorter
Vid tätortsavgränsningen av Statistiska centralbyrån den 31 december 2015 fanns det två tätorter i Arvidsjaurs kommun.
| Nr | Tätort        | Folkmängd |
| -- | ------------- | --------- |
| 1  | Arvidsjaur    | 4 655     |
| 2  | Glommersträsk | 231       |

Centralorten är i fet stil.

## Styre och politik

### Styre
Socialdemokraterna har haft en stark ställning i Arvidsjaurs kommun då de hade egen majoritet i kommunfullmäktige från kommunvalet 1970 ända fram till kommunvalet 2010. Sedan 2010 har Socialdemokraterna fortsatt varit det största partiet i samtliga kommunalval.
Arvidsjaurs kommun har sedan 2014 styrts av Socialdemokraterna och Vänsterpartiet.
| 1995–2010 | S |   |
| 2010–2014 | S | V |
| 2014–2018 | S | V |
| 2018–2022 | S | V |
| 2022–2026 | S | V |

Källa: 

### Kommunfullmäktige

#### Presidium
| Presidium 2022–2026   | Presidium 2022–2026 | Presidium 2022–2026 |
| --------------------- | ------------------- | ------------------- |
| Ordförande            | –                   | Vakant              |
| Vice ordförande       | C                   | Kristina Bäckström  |
| Andre vice ordförande | S                   | Johan Lundgren      |

#### Mandatfördelning 1970–2022
Antalet mandat i kommunfullmäktige var 41 från och med valet 1970 till och med valet 1998. Från valet 2002 minskades antalet mandat till 31, från valet 2014 till 29 och från valet 2022 till 23. Efter kommunvalet 2014 blev ett sverigedemokratiskt mandat obesatt då det saknades en kandidat som kunde besitta det.
| 6 | 22 | 6 | 4 |  | 2 |

| 35 | 6 |

| 7 | 21 | 7 | 3 |  | 2 |

| 35 | 6 |

| 6 | 21 | 9 | 3 |  |  |

| 32 | 9 |

| 5 | 23 |  | 7 | 3 |  |  |

| 29 | 12 |

| 4 | 25 | 6 | 2 |  | 3 |

| 30 | 11 |

| 5 | 24 | 5 | 3 |  | 3 |

| 29 | 12 |

| 5 | 25 | 4 | 3 |  | 3 |

| 30 | 11 |

| 5 | 21 | 5 | 3 | 2 | 5 |

| 28 | 13 |

| 5 | 24 |  | 4 | 2 | 2 | 3 |

| 21 | 20 |

| 8 | 22 |  | 4 | 2 | 4 |

| 23 | 18 |

| 4 | 17 |  | 4 | 2 | 3 |

| 19 | 12 |

| 4 | 20 | 3 |  | 3 |

| 22 | 9 |

| 4 | 15 |  | 8 |  | 2 |

| 17 | 14 |

| 4 | 12 | 2 | 9 |  |  |

| 16 | 13 |

| 4 | 11 |  | 10 | 2 |  |

| 16 |  | 12 |

| 3 | 10 | 3 | 5 | 1 | 1 |

| 14 | 9 |

### Nämnder

#### Kommunstyrelse
Totalt har kommunstyrelsen 11 ledamöter, varav Socialdemokraterna har fem ledamöter, Vänsterpartiet och Centerpartiet har två ledamöter vardera medan Sverigedemokraterna och Moderaterna har en ledamot vardera.

#### Lista över kommunstyrelsens ordförande
- Sten Laestadius, Socialdemokraterna, 1 januari 1971–1979[22]
- Jan-Erik Sandberg, Socialdemokraterna, 1980–1993[22]
- Per Lavander, Socialdemokraterna, 18 mars 1993–4 maj 2005[22][23]
- Jerry Johansson, Socialdemokraterna, 2005–24 november 2013[22][24]
- Lotta Åman, Socialdemokraterna, 25 november 2013–31 december 2018[22][25]
- Sara Lundberg, Socialdemokraterna, 1 januari 2019–[22]

Denna lista hämtas från Wikidata. Informationen kan ändras där.

#### Övriga nämnder
| Nämnd                                     | Ordförande | Ordförande           | Vice ordförande | Vice ordförande  |
| ----------------------------------------- | ---------- | -------------------- | --------------- | ---------------- |
| Grund- och förskoleutskottet              | S          | Kristofer Vesterberg | V               | Anders Östervald |
| Kultur, fritids- och näringslivsutskottet | V          | Britt-Inger Hedman   | S               | Anders Thornell  |
| Myndighetsnämnden                         | S          | Anders Harr          | V               | Kenneth Bäcklund |
| Sociala utskottet                         | V          | Ingrid Tagesdotter   | S               | Göte Renberg     |
| Valnämnden                                | Opol.      | Göran Westerlund     | S               | Anders Thornell  |

### Valresultat 2022
| Parti                            | Valdistrikt       | Valdistrikt | Kommun  |
| Parti                            | Starkaste         | Andel       | Andel   |
| -------------------------------- | ----------------- | ----------- | ------- |
| S                                | Arvidsjaur Västra | 44,63 %     | 41,09 % |
| C                                | Arvidsjaur Östra  | 25,04 %     | 19,71 % |
| V                                | Arvidsjaur Västra | 15,73 %     | 14,33 % |
| SD                               | Arvidsjaur Norra  | 14,51 %     | 13,40 % |
| M                                | Arvidsjaur Norra  | 6,14 %      | 5,41 %  |
| L                                | Arvidsjaur Norra  | 5,55 %      | 4,50 %  |
| KD                               | Arvidsjaur Östra  | 1,38 %      | 1,28 %  |
| Data hämtat från Valmyndigheten. |                   |             |         |

Exklusive uppsamlingsdistrikt. Partier som fått mer än en procent av rösterna i minst ett valdistrikt redovisas.

## Ekonomi och infrastruktur

### Näringsliv
I samband med kolonisationen så var jakt, fiske, tjärbränning och salpetersjudning  nödvändiga binäringar. I slutet av 1800-talet ersattes tjärbränningen och salpetersjudningen av skogsarbete och flottning. I mitten av 1900-talet rationaliserades skogsbruken, vilket ledde till att jordbruk i stor utsträckning lades ner, exempelvis minskade antalet jordbruk som var större än 2 hektar från 836 till 25 under åren 1951 till 1996 och under samma tid minskade åkerarealen med 85 procent. Västra och Östra Kikkejaurs och Mausjaurs samebyar, vilka utgörs av ett antal samefamiljer, upprätthåller rennäringen. Arvidsjaurs näringsliv domineras under början av 2020-talet av skogsbruk och träindustri samt privat och offentlig tjänsteproduktion. Kommunen och regionen utgör de viktigaste arbetsgivarna inom den offentliga sektorn. År 2022 hade kommunen 672 anställda.
Knappt sex procent av arbetstillfällena fanns inom statliga myndigheter enligt Riksrevisionen. Bland dessa kan nämnas Norrlands dragonregemente, K 4, med 200 anställda år 2022. "Förbandet kan agera och verka i alla Sveriges miljöer. Krigsförmågan i den subarktiska miljön är regementets kärna och specialitet", skriver Försvarsmakten.

#### Skogsbruk
Skogsnäringen är en av de basnäringar som finns i kommunen och sysselsätter människor i skogen och i det lokala sågverket. Samtidigt har skogen en viktig roll för de människor som bor i kommunen eftersom den ger möjlighet till jakt, fiske och rekreation. Tidigare har skogsbruket skapat stora hyggen som till exempel runt byn Abraur och dikat ut många våtmarker. Under de senaste 20 åren har hyggestorleken minskat och nydikningar förekommer väldigt sällan. 
Sveaskog är den största markägaren i kommunen, men även SCA och privata allmänningar äger mycket skog.
År 2022 ägde kommunen 535 hektar produktiv skogsmark.

### Infrastruktur

#### Transporter

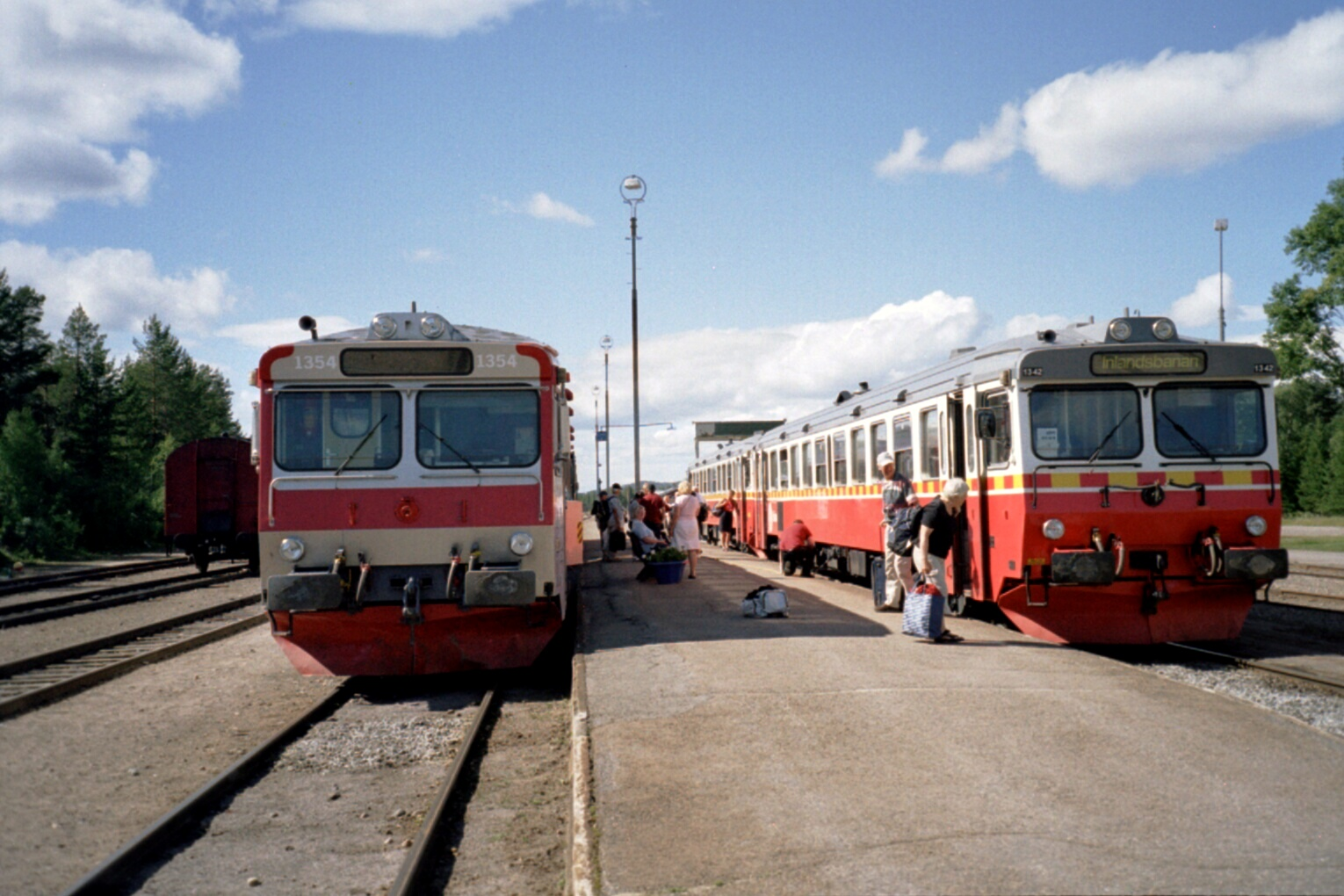
Inlandsbanan i Arvidsjaur.

E45 och 95, den senare även kallad Silvervägen, genomkorsar kommunen. Från centralorten och vidare mot Luleå går riksväg 94. Genom centralorten Arvidsjaur går Inlandsbanan.

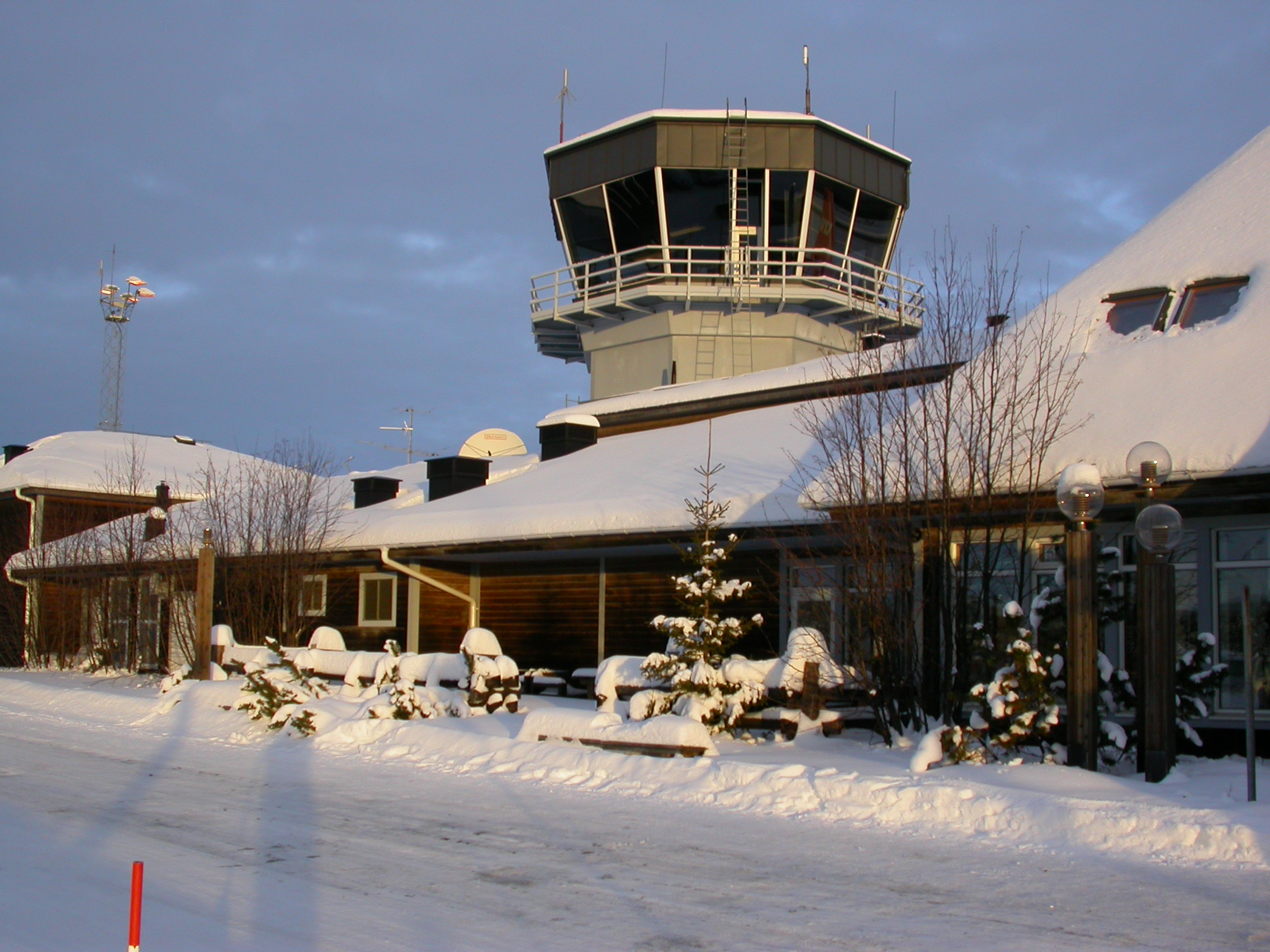
Arvidsjaur flygplats.

Arvidsjaur har en flygplats som etablerades 1990. Den har status som med Internationell gemenskapsflygplats.

## Befolkning

### Demografi

#### Befolkningsutveckling
Kommunen har 6 089 invånare (31 december 2024), vilket placerar den på 260:e plats avseende folkmängd bland Sveriges kommuner.
| Befolkningsutvecklingen i Arvidsjaurs kommun 1970–2020                                                          | Befolkningsutvecklingen i Arvidsjaurs kommun 1970–2020 | Befolkningsutvecklingen i Arvidsjaurs kommun 1970–2020 | Befolkningsutvecklingen i Arvidsjaurs kommun 1970–2020 | Befolkningsutvecklingen i Arvidsjaurs kommun 1970–2020 |
| --- | ------------------------------------------------------ | ------------------------------------------------------ | ------------------------------------------------------ | ------------------------------------------------------ |
| |                                                        |                                                        |                                                        |                                                        |
| År |                                                        |                                                        | Folkmängd                                              |                                                        |
| 1970 | 1970                                                   |                                                        | 8 311                                                  |                                                        |
| 1975 | 1975                                                   |                                                        | 8 050                                                  |                                                        |
| 1980 | 1980                                                   |                                                        | 8 392                                                  |                                                        |
| 1985 | 1985                                                   |                                                        | 8 185                                                  |                                                        |
| 1990 | 1990                                                   |                                                        | 8 081                                                  |                                                        |
| 1995 | 1995                                                   |                                                        | 7 788                                                  |                                                        |
| 2000 | 2000                                                   |                                                        | 7 148                                                  |                                                        |
| 2005 | 2005                                                   |                                                        | 6 814                                                  |                                                        |
| 2010 | 2010                                                   |                                                        | 6 529                                                  |                                                        |
| 2015 | 2015                                                   |                                                        | 6 471                                                  |                                                        |
| 2020 | 2020                                                   |                                                        | 6 145                                                  |                                                        |
| Anm: Uppgifterna avser förhållandena den 31 december enligt den kommunala indelningen den 1 januari året efter. |                                                        |                                                        |                                                        |                                                        |

#### Utländsk bakgrund
Den 31 december 2014 utgjorde antalet invånare med utländsk bakgrund (utrikes födda personer samt inrikes födda med två utrikes födda föräldrar) 2 244, eller 8,45 % av befolkningen (hela befolkningen: 6 484 den 31 december 2014). Den 31 december 2002 utgjorde antalet invånare med utländsk bakgrund enligt samma definition 207, eller 2,95 % av befolkningen (hela befolkningen: 7 017 den 31 december 2002).

#### Invånare efter de vanligaste födelseländerna
Följande länder är de 10 vanligaste födelseländerna för befolkningen i Arvidsjaurs kommun.
| Födelseland 31 december 2021 | Födelseland 31 december 2021 | Födelseland 31 december 2021 | Födelseland 31 december 2021 | Födelseland 31 december 2021 |
| ---------------------------- | ---------------------------- | ---------------------------- | ---------------------------- | ---------------------------- |
| Nr                           | Land                         | Antal                        | Andel                        | Andel i hela riket           |
| 1                            | Sverige                      | 5 573                        | 90,72 %                      | 80,00 %                      |
| 2                            | Tyskland                     | 88                           | 1,43 %                       | 0,51 %                       |
| 3                            | Eritrea                      | 59                           | 0,96 %                       | 0,46 %                       |
| 4                            | Syrien                       | 43                           | 0,70 %                       | 1,88 %                       |
| 5                            | Norge                        | 41                           | 0,67 %                       | 0,39 %                       |
| 6                            | Afghanistan                  | 37                           | 0,60 %                       | 0,60 %                       |
| 7                            | Irak                         | 31                           | 0,50 %                       | 1,40 %                       |
| 8                            | Finland                      | 28                           | 0,46 %                       | 1,31 %                       |
| 9                            | Thailand                     | 24                           | 0,39 %                       | 0,43 %                       |
| 10                           | Polen                        | 21                           | 0,34 %                       | 0,91 %                       |

## Kultur

### Museum
Mitt i Glommersträsk finns Glommersträsk hembygdsmuseum, Hängengården. Museet utgörs bland annat av fyra byggnader som är klassade som byggnadsminnen. I utställningen ingår 3000 föremål samt en autentiska skolsal från 1843. I Glommersträsk finns också Glommers Hatt och Leksaksmuseum med en samling hattar från modisten Jenny Stenqvists modemagasin.
I Moskosels gamla stationsbyggnad finns Rallarmuseet i Moskosel. Museet skildrar rallarnas strävsamma liv och arbete kring Inlandsbanan. På museet finns också en utställning om Järnvägsolyckan i Akkavare 1956. Andra museer är Gamla Prästgårdens hembygdsmuseum och Winter car testing – through the years på Arvidsjaurs flygplats.

### Kulturarv
År 2022 fanns 1685 fornlämningar, med ursprung i kommunen, registrerade hos Riksantikvarieämbetet. I kommunen fanns också fem byggnadsminnen. En av dessa är Lappstaden, en välbevarad samisk kyrkstad som inkluderar ett 30-tal timmerkåtor och cirka 50 härbren. Dessutom fanns fyra kulturmiljöer varav ett, Gallejaur by, var klassat som kulturreservat.

### Kommunvapen
Blasonering: I fält av guld ett blått renhuvud med röd beväring, därest dylik skall komma till användning, och däröver en blå ginstam med Karlavagnens stjärnbild av guld.
Vapnet, vars motiv föreslagits av en privatperson, fastställdes av Kungl Maj:t den 23 november 1945 och nyregistrerades hos Patent- och registreringsverket 1974. Renhuvudet är taget från Västerbottens vapen, och Karlavagnens stjärnbild representerar Arvidsjaurs nordliga belägenhet.